# Пётр Могила
Митрополи́т Пётр (в миру — Пётр Симео́нович Моги́ла, или Петру Мовилэ, рум. Petru Movilă, укр. Петро Могила; 21 (31) декабря 1596, Сучава, Молдавское княжество — 1 (11) января 1647, Киев) — епископ Константинопольской православной церкви, митрополит Киевский, Галицкий и всея Руси, экзарх Константинопольского престола, сын правителя Валахии (позже и Молдавии), представитель древнего валашского боярского рода Мовилэ.
Благодаря трудам Могилы возобновилась православная жизнь в древних киевских храмах, включая Софийский собор. «В 1632 году добился у польского короля Владислава IV признания независимого от униатов существования православной церкви». При его участии был основан крупнейший на Украине центр просвещения — Киево-Могилянская академия.
8 декабря 2005 года по благословению патриарха Алексия II имя митрополита Петра было внесено в месяцеслов Русской православной церкви. День памяти по календарю РПЦ — 31 декабря (13 января).

## Биография
Отец его Симеон Могила (Мовилэ) был сперва господарём Валахии (1601—1607), потом Молдавии (1607—1609). В 1612 году Могилам после поражения их от Кантемиры-мурзы, занявшего господарство, пришлось бежать в Речь Посполитую, где у них были сильные и богатые родственники: племянница Симеона, Раина Могилянка, была женой Михаила Вишневецкого, которому принадлежала почти вся левобережная Украина. Здесь же фамилия Мовилэ трансформировалась в Могилу.
Во Львовской братской школе Пётр получил образование в православном духе. Завершил своё образование путешествием за границу, где слушал лекции в разных университетах. В совершенстве овладел латинским языком. Сначала был офицером Речи Посполитой, участвовал в Хотинской битве, но, вероятно, под влиянием киевского митрополита Иова Борецкого, решил принять духовный сан.
В 1627 году был избран архимандритом Киево-Печерской лавры, который прямо подчинялся патриарху Константинопольскому, но не митрополиту Киевскому, и носил титул «великого архимандрита». Митрополит Иов Борецкий, умирая, оставил Петру свою библиотеку и назначил его душеприказчиком. Во время архимандритства Петра определилась вражда между ним и преемником Иова Борецкого на митрополичьей кафедре — Исайей Копинским.
Этим противостоянием, возможно, было обусловлено то, что Пётр взялся за основание нового православного просветительского центра в Киеве, невзирая на уже существующее Киевское братское училище.
В 1632 году Могила был представителем части киевлян на сейме в Варшаве при избрании польского короля Владислава IV. В апреле 1632 года скончался король Сигизмунд III. Согласно польским обычаям, по смерти короля собирался сначала Сейм, называемый «Конвокацийный», на котором делался обзор предыдущего царствования и подавались разные мнения об улучшении порядка, а затем собирался Сейм «Элекцийный» — для избрания нового короля. Первый Сейм состоялся в Кракове, куда приглашены были все чины — духовные и светские. Митрополит Киевский Исаия (Копинский), обремененный немощами и старостью, не мог отправиться сам и, по совету всего киевского духовенства, отправил на Сейм в качестве своего представителя архимандрита Петра (Могилу). Со стороны митрополита Исаии это был лучший выбор для участия православной делегации в Сейме. Благодаря стараниям Петра Могилы король впервые признал легитимным существование в Киеве четырёх православных епархий и митрополии. Несмотря на все протесты католического и униатского духовенства православные получили от короля Владислава диплом, которым подтверждалось свободное исповедание веры, совершение Таинств, разрешение реставрировать церкви и строить новые, создавать при церквах и монастырях братства, богадельни, школы, семинарии и типографии. Повелено было Сеймом все споры и распри прекратить, все приговоры прежних Сеймов против православных уничтожить и впредь жить всем в покое без притеснений друг друга. В силу этой привилегии подтверждено было право православному духовенству, дворянству и всему народу православному в Литве и Польше избирать себе православного Митрополита и посвящаться ему от Константинопольского Патриарха. Все киевские монастыри были переданы в ведение православного Киевского митрополита. Эти постановления, несмотря на протесты униатов, утверждены были королем и Сеймом 1 ноября 1632 года. Добиться данного положения и выйти победителем в этой неравной борьбе мог только Пётр Могила — княжич по происхождению, имевший мало равных себе по воспитанию, выдающийся, тонкий дипломат, образец в вере и по ревности к Святому Православию. Тогда же утвердили Могилу киевским митрополитом, с сохранением лаврского архимандритства. Смещение митрополита Исаии было узаконено церковно тем, что патриарх Константинопольский Кирилл Лукарис прислал избранному владыке Петру архипастырское благословение на митрополию. Однако среди православных оставались и сторонники удалённого митрополита Исаии, которые винили Петра в личном честолюбии. Поэтому Пётр устроил свою хиротонию не в Киеве, а во Львове. Здесь на Фоминой неделе 28 апреля 1633 года Пётр на собрании своих приверженцев объявил себя митрополитом. Рукоположение Петра возглавил епископ Львовский, пользуясь полномочиями экзарха патриарха Константинопольского Иеремии Тиссаровского. Затем новопоставленный митрополит отправился в Киев, где его при въезде встретили двумя панегириками — от лаврской братии и братской школы. В панегириках восхваляли знатное происхождение Петра Могилы, его отречение от мира, его покровительство наукам и особенно его последние заслуги для Церкви. Однако по въезде в Киев ему пришлось запрещать и низлагать священников, стоявших за Исаию, а самого бывшего митрополита насильно перевезти в Лавру. По приказу Петра Могилы престарелого и больного Исаию Копинского ночью схватили в Киево-Михайловском монастыре, где он настоятельствовал, и в одной власянице, перебросивши через коня, «как какой-нибудь мешок», перевезли в Киево-Печерскую обитель. Однако Исаия скоро освободился или был освобожден из Лавры, дав, вероятно, обещание Могиле жить спокойно и не действовать против него.
В апреле 1633 года Петр Могила получил благословение и титул «экзарха святого апостольского Константинопольского престола» от патриарха Константинопольского Кирилла Лукариса.
По согласию польского короля при Могиле Православной церкви были возвращены монастыри и храмы, в том числе Софийский собор и Выдубецкий монастырь. Он восстановил и устроил старинную церковь Спаса на Берестове, а также Трёхсвятительскую церковь, которую отдал Братскому монастырю. В 1635 году по повелению митрополита Петра были раскопаны и очищены от развалин остатки Десятинной церкви.
Особенное внимание обратил Могила на Киево-братскую школу, ныне называемую Могилянской. В 1632 году Киевскую братскую школу объединили со школой Киево-Печерской лавры. После объединения школы были реорганизованы в высшее учебное заведение — Киево-Могилянскую коллегию, которая с 1701 года была переименована в академию. Киево-Могилянская коллегия стала первым высшим учебным заведением на восточнославянских землях. Чтобы противостоять современной римо-католической учёности на том же уровне, митрополит Петр позаимствовал весь строй новой школы с латино-польских образцов, которые таким образом привил в южнорусской православной среде. Впоследствии митрополит завёл ещё и низшее училище в Виннице. Пётр хотел устроить отделение своей школы и в Москве. И в 1634 году такое отделение его школы, где монахи Киево-Братского монастыря обучали юношество Москвы, было создано.
При владыке Петре была прославлена праведная Иулиания, княжна Ольшанская. Прилагал усилия к общецерковному прославлению Печерских святых, при нём был составлен Патерик Печерский.
Святитель Пётр внезапно умер в последнюю ночь 1646 года на новый, 1647 год, то есть 1 января 1647 года, в полном расцвете сил. Тело святителя Петра было перенесено из Киево-Печерской лавры в Софийский собор. 9/22 марта останки митрополита, не подвергшиеся во все эти месяцы тлению, были преданы земле на указанном им самим месте — в Великой Печерской (Успенской) соборной церкви возле левого клироса.
Тело митрополита Петра находилось на месте погребения вплоть до Второй мировой войны. В ноябре 1941 года Великая лаврская церковь была взорвана. Взрывчатку заложили возле места погребения митрополита. Гроб с останками оказался полностью уничтожен, сохранились лишь серебряные пластины с родовым гербом и эпитафией, которые в 1982 году были найдены при раскопках археологической экспедицией под руководством В. Харламова.

## Богословия и сочинения
Учёными установлено, что в 1637 году в Хлебниковский список Ипатьевской летописи Петром Могилой было вставлено имя Нестора: «Летописец Рускый с Богом починаем повести временных лет Нестера черноризца Федосиева манастыря Печерскаго, откуду есть пошла Рускаа земля».
Большое внимание обращал на издание церковных книг, причём требовал, чтобы никакие книги не печатались без сличения их с греческими подлинниками. В бытность свою митрополитом Могила издал следующие книги: Евангелие Учительное, поучения на праздничные и воскресные дни константинопольского патриарха Каллиста (1637; в 1616 году это Евангелие в первый раз было издано на западно-русском литературном языке); Анфологион, сиречь молитвы и поучения душеполезные в душевную пользу сцудеев (1636); Евхологион альбо молитвослов (или Требник Петра Могилы; 1646).
Приготовил совместно со своими сотрудниками Исаией Козловским и Сильвестром Коссовым катехизис на латинском языке (в переводе впоследствии изданный под названием «Православное исповедание Кафолической и Апостольской Церкви Восточной»), подвергшийся обсуждению на Киевском соборе 1640 года и одобренный с поправками на соборе в Яссах в 1642 году. «Исповедание» в греческом переводе было разослано для проверки и одобрения восточным патриархам; напечатано только в 1662 году в Амстердаме, на греческом языке. Ради крайней нужды в подобной книге Могилой было издано «Собрание короткой науки об артикулах веры православных кафолических христиан» (1645).
Для изданной Могилой книги Афанасия Кальнофойского «Τερατουργήμα» (1638) сам Могила доставил рассказы о чудесах печерских.
Принимал большое участие в составлении резко-полемического сочинения «Λίθος», выпущенного им в 1644 году на польском языке под заглавием «Лифос, или Камень, брошенный с пращи истины святой Православной Русской Церкви смиренным отцом Евсевием Пименом (по-русски: православным пастырем) на сокрушение лживотемной Перспективы… Кассиана Саковича». Это была апологетика Православной церкви против нападений униатов и римокатоликов, а отчасти и её литургика с объяснением её богослужения, таинств и обрядов, её постов, праздников, устройства храмов и прочее. В Москве по указу царя Алексея Михайловича книга эта под названием «Камень» в славянском переводе списана была ещё в 1652 году.
Пётр не ограничился признанием на Варшавском сейме 1635 года полного равенства Православной и униатской церквей в Речи Посполитой. Он стремился покончить с униатской церковью как с неканоничной.
Есть у святителя в дневнике запись о событии, показавшем безблагодатность униатской церкви. Святитель Петр записал, что однажды, во время службы, совершаемой униатским митрополитом Ипатием Поцеем, вино, вместо того, чтобы претвориться в Кровь Христову, превратилось в обычную воду.
Позднее Владыка вступил в религиозную полемику и борьбу с противниками отеческой веры и Православной церкви. Он написал и издал несколько религиозно-полемических книг, которые долго созревали и вынашивались. Есть основание предположить, что их появлению, как и созданию других трудов, способствовало и Голосеевское уединение — маленький скит, построенный Святителем в окрестностях Киева, спустя четыре года после возведения в сан Печерского архимандрита (Голосеевская пустынь).
Однако деятельность Петра Могилы всегда вызывала много вопросов и неоднозначных толкований: с одной стороны, он социально легализовал Православие на Украине и в Белоруссии, с другой — многие его нововведения рассматриваются как результат влияния Римско-Католической церкви и западной культуры. С одной стороны, Пётр Могила, кажется, был готов идти на уступки, но с другой — был непреклонен в области сохранения православного обряда и развития церковной «инфраструктуры» (его усилиями был перестроен Софийский собор в Киеве, многие храмы Киево-Печерской лавры, восстановлена Десятинная церковь).
Московский митрополит Макарий Булгаков в «Истории Русской Церкви» писал: «Имя Петра Могилы — одно из лучших украшений нашей церковной истории. Он, несомненно, превосходил всех современных ему иерархов не только Малорусской, но и Великорусской Церкви и даже всей Церкви Восточной, — превосходил своим просвещением, ещё более — своею любовию к просвещению и своими подвигами на пользу просвещения и Церкви. Для своей Малорусской церкви он оказал величайшую услугу тем, что отстоял перед королем Владиславом IV главнейшие её права, поруганные латинянами и униатами и мужественно защищал её в продолжение всего архипастырского служения; восстановил в ней многое, прежде ниспровергнутое или разрушенное врагами и положил в ней начало для лучшего порядка вещей. Всей Русской Церкви оказал великую услугу основанием и обеспечением своей коллегии, послужившей первым рассадником и образцом для духовно-учебных заведений в России. Всей православной Восточной церкви — тем, что заботился составить „Православное Исповедание“, принятое и одобренное всеми её первосвятителями и доселе остающееся её символическою книгою».
В 1646 году Пётр Могила созвал «метрополитанский собор», который впервые в истории православной церкви принял решение о ведении священниками метрических книг. Однако после смерти Петра Могилы практика ведения таких книг, едва начавшись, завершилась.
Кроме того, Митрополитом Петром были задуманы две колоссальные работы: «Жития святых» и исправление славянского текста Библии.

## Почитание
Ещё при жизни митрополита Петра Могилы, а также вскоре после его смерти были созданы панегирики и речи в его честь, которые прославляли личность и воспевали деяния иерарха. С XVII века известно 12 разноплановых текстов на староукраинском, старопольском и латинском языках. Среди их авторов — печатники лаврской типографии, преподаватели и студенты Киево-Могилянского коллегиума, а также такие известные писатели и деятели как протосингел Памва Беринда, иеромонах Тарасий Земка, иеромонах Софроний Почаский, монах Иосиф Калимон, епископ Феодосий Василевич-Баевский, архиепископ Лазарь Баранович и игумен Антоний Радивиловский. В их произведениях для прославления митрополита используются эпитеты и сравнения, охватывающие символическое толкование фигур родового герба Могил, аналогии с солнцем и другими явлениями из области естествознания, персонажей античной мифологии, различные ассоциации с именем и библейские образы и сюжеты. Эти произведения указывают на особое отношение к митрополиту в среде украинских церковных и культурных деятелей XVII века.

## Канонизация
Материалы для канонизации Петра Могилы, которые представил митрополит Киевский Владимир (Сабодан) и подготовил митрополит Харьковский и Богодуховский Никодим (Руснак), дважды (3—4 сентября и 25 октября 1996 года) были рассмотрены в Москве Синодальной комиссией по канонизации святых Русской православной церкви.
На обоих заседаниях, двадцать шестом и двадцать восьмом, комиссия решила не прославлять святителя в связи с недостаточностью поданных материалов для канонизации.
Заключение комиссии от 25 октября гласит: «Комиссия единодушно пришла к следующему выводу: представленные материалы недостаточны для канонизации митрополита Петра в настоящее время. Ни богословское наследие митр. Петра, ни его архипастырская деятельность не дают достаточного основания для его прославления в лике святых. Положительно оценивая просветительскую деятельность митр. Петра, Комиссия в то же время не нашла в материалах сведений о личной праведности митр. Петра, а также о его чудотворениях и народном почитании».
Минуя Московскую комиссию РПЦ, в Киеве 6 декабря 1996 года Священный синод Украинской православной церкви Московского патриархата (УПЦ) причислил митрополита Петра Могилу к лику местночтимых святых. Существует мнение, что канонизация произошла спешно и вопреки решению Синодальной комиссии РПЦ потому, что параллельно раскольничья УПЦ КП также готовила «канонизацию» Могилы, которая последовала 12 декабря.
С тех пор (25.10.1996) до 1999 года УПЦ МП более не направляла в комиссию по канонизации святых РПЦ материалы для прославление святых.
8 декабря 2005 года по благословению патриарха Алексия II имя митрополита Петра было внесено в месяцеслов Русской православной церкви. С тех пор митрополит Пётр является общерусским святым. День памяти по календарю Русской православной церкви — 31 декабря (13 января). В его память Украинская православная церковь учредила орден Святителя Петра Могилы.
1 апреля 2015 года по благословению Священного Синода Украинской Православной Церкви (журнал № 15) во главе с митрополитом Киевским и всея Украины Онуфрием было установлено празднование Собора Винницких святых, куда среди прочих 15 подвижников, жизнь и подвиг которых связаны с Виннитчиной, был причислен и святитель Пётр Могила.
Дата празднования Собора Винницких Святых — 14 сентября (по новому стилю) в день начала индикта (церковного новолетия).

## Мнения церковных деятелей о Петре Могиле
Личность митрополита Петра (Могилы) вызывала и даже после канонизации вызывает неоднозначные оценки в церковной среде.
По мнению ректора Киевской духовной академии епископа Сильвестра (Стойчева), в богословских сочинениях и решениях Петра Могилы имеются недостатки, но создание коллегии и труды по благоустройству лавры сделали его «величайшим святителем».
Критично отзывался о деятельности Петра Могилы протоиерей Георгий Флоровский в труде «Пути русского богословия»: «Могила и его сподвижники были откровенными и решительными западниками… Это было новое поколение, прошедшее западную школу, для которого именно Запад, а не восток был своим. И были поводы подозревать, что это западничество есть своеобразное униатство… Трудно понять, был ли он искренним ревнителем православия или скорее искусным соглашателем… Между тем, его историческое влияние было решающим. И обоснованно его именем обозначают целую эпоху в истории Западно-русской церкви и культуры… Действительно, догматических возражений против Рима у Могилы не было. Он лично был уже как бы в догматическом единомыслии с Римом. Потому так легко и свободно он и обращался с латинскими книгами. Именно то, что он находил в них, он и принимал за православие, как древнее преданиe. Для него стоял только вопрос юрисдикции».
Критично отзывался о его деятельности святитель Черниговский Филарет (Гумилевский) (прославлен в 2009): «Признаюсь искренно, что Могила мне очень не нравится по образу мыслей и некоторых дел, да и нет почти ничего у него собственного, а все, что названо его именем, принадлежит не ему. Потому мне очень не хотелось бы, чтобы дано было ему почетное место между учителями и просветителями Церкви. Папистический энтузиазм или фантазия не дают права на такое звание».

## Память
- Пётр Могила. Гравюра Л. Осипова, 1842 год.
- Мемориальная плита в память о Петре Могиле во Львове
- На почтовой марке Украины, выпущенной к 400-летию со дня рождения митрополита, 1996 год (№ 194 по каталогу Михель)
- Почтовая марка Молдавии выпущенной к 400-летию со дня рождения митрополита, 1996 год
- Почтовая марка Молдавии, 2006 год